# Kaan Şahin
Kaan Şahin (ur. 24 stycznia 1988 w Stambule) – turecki wioślarz, brązowy medalista mistrzostw świata.

## Osiągnięcia
- Mistrzostwa świata – Poznań 2009 – ósemka wagi lekkiej – 7. miejsce.
- Mistrzostwa świata – Amsterdam 2014 – ósemka ze sternikiem wagi lekkiej – 3. miejsce